# 瓦倫達家族
瓦倫達家族（The Flying Wallendas）又稱飞人瓦伦达，是一个马戏团，它由一群特技表演者組成，他们會在没有安全措施的情况下进行高空表演以及走钢丝。20世纪40年代，瓦倫達家族這個稱呼開始出現。

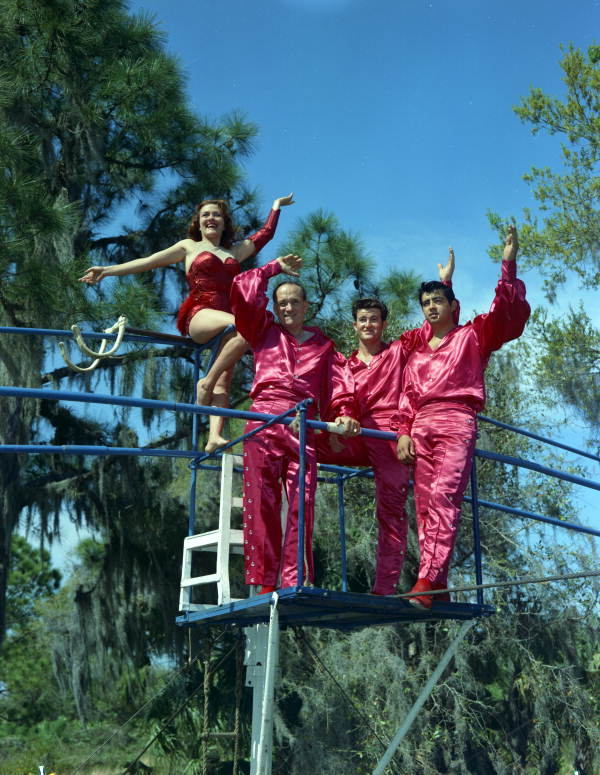
Carla Wallenda 、Karl Wallenda、Raymond Chitty 和 Richard Guzman（Carla的丈夫）， 约1965